# Villarcayo
Villarcayo fue un municipio español de la provincia de Burgos.

## Historia
Hacia mediados del siglo XIX, el municipio tenía contabilizada una población de 268 habitantes. Aparece descrito en el decimosexto y último volumen del Diccionario geográfico-estadístico-histórico de España y sus posesiones de Ultramar de Pascual Madoz con las siguientes palabras:

VILLARCAYO: v. con ayunt. cab. de part. jud. de su nombre, adm. de rentas en la prov., dióc. aud. terr. y c. g. de Búrgos (13 leg.): sit. en una espaciosa llanura, con abundantes praderas, regularmente pobladas de árboles y colocadas entre la pobl. y el r. Nela que las baña: su clima es frio, si se compara con los puntos merid., pero templado en proporcion al de sus alrededores y Búrgos: disfruta de alegre y espacioso horizonte; deliciosos paseos y de una vega fértil y bien cultivadas; hallándose sus cercanías tan pobladas, que en el espacio de 1 leg. en derredor se encuentran esparcidas mas de 30 pobl. Tiene 100 casas, de construccion sólida y sencilla, pero bastante cómodas y espaciosas, hallándose, en su mayor parte, colocadas alrededor de una plaza muy anchurosa y bien empedrada, á cuya parte N. está el edificio titulado de las Merindades, por pertenecer á estas, que es de elegante construccion y con soportales de piedra en la citada fachada; en ella se ven colocadas simétricamente las estátutas, en tamaño natural, de los inmortales Lain Calvo y Nuño Rasura, en ademan de administrar justicia: hay en esta casa buenas habitaciones para el juez y el alcalde, cárcel segura y buena, si se considera la época de su construccion, sala para la audiencia del juzgado, y otra muy espaciosa, donde el ayunt. de la v. celebra sus sesiones y las juntas de los alcaldes del part. Hay escuela de instruccion primaria y de latinidad, é igl. parr. con 2 beneficiados. Las aguas potables son abundantísimas y buenas, pero de pozos que contienen la mayor parte de los edificios: asi, pues, creemos conveniente se llevase á efecto la conduccion de una fuente desde el pueblo limítrofe de Villalain, segun las bases del presupuesto formado al efecto; de este modo se evitaria la estorsion que causan las avenidas del rio, enturbiando el agua hasta el punto de no poderse casi beber. El terreno es de superior calidad, segun se ha indicado ya: por él corren las aguas del Nela, al que se unen varios arroyos de mas ó menos entidad, segun el terreno que recorren. caminos: atraviesa la poblacion la carretera titulada de Bercedo, que se dirige desde Búrgos á Santoña, Laredo, Castro-Urdiales y Bilbao: 1/2 leg. distante de esta, junto al pueblo de Encinillas y estrecho titulado de los Ocinos, se halla el empalme de la que conduce á Santander por Soncillo. correos: establecido un servicio de diligencias que diaria y alternativamente hace sus viages de Búrgos á Bilbao, y viceversa, debia marchar tambien por este punto para la cap. de Vizcaya, la correspondencia pública, que caminando por Vitoria, esperimenta un retraso de consideracion, con perjuicio de estos pueblos y otros que de aquella adm. dependen. Para el servicio de postas en esta línea, solo falta desde Encinillas, por donde pasa la carretera de Santander, ó sea la mitad de la distancia próximamente. prod.: granos, legumbres, lino, hortaliza, frutas, patatas y pastos; cria ganados y alguna caza y pesca. ind.: telares de lienzos y sayales del pais. comercio: es bantante el que se verifica en esta pobl.; pues sirve de punto de depósito y escala para la estraccion de granos que del pais, Búrgos y Campos, se hace para el estranjero, nuestras colonias y las costas de Levante y Andalucía, por el puerto de Limpias, que es el mas aproximado entre todos los de Cantabria. Celebra esta v. un mercado los lunes de cada semana en su espaciosa plaza: es de los mas concurridos de Castilla, por los muchos cereales que en él se despachan, traficándose ademas en todo género de mercancías y ganados, principalmente de cerda, del cual se hacen compras muy en grande, transportándose de él grandes manadas á la Rioja, Aragon y tierra de Sigüenza. Este mercado surte de granos al de Sigüenza, á toda la parte oriental de la prov. de Santander á gran parte de la de Vizcaya, y al mercado de Arciniega. Tambien celebra 2 ferias en San Miguel y el Corpus; en ellas se venden considerable número de ganados vacunos, surtiéndose para ello de los del pais, prov. de Santander y mayormente de la de Asturias. Estas ferias van en decadencia por la facilidad con que se hace el tráfico diariamente y por el número que de ellas se ha concedido por el Gobierno á algunos pueblos. pobl.: 63 vec., 268 alm. cap. prod.: 1.163,400 rs. imp.: 79,789. contr.: 43,572 rs. 25 maravedis.
(Madoz, 1850, p. 254)

El municipio de Villarcayo desapareció el 26 de noviembre de 1974 y el territorio pasó a formar parte del de Villarcayo de Merindad de Castilla la Vieja.

## Demografía
| Gráfica de evolución demográfica de Villarcayo entre 1842 y 1970 |
| |
| Población de derecho según los censos de población del INE. Población de hecho según los censos de población del INE.Entre el censo de 1930 y el anterior, crece el término del municipio porque incorpora a Bocos. Entre el censo de 1981 y el anterior, este municipio desaparece porque se agrupa en el municipio Villarcayo de Merindad de Castilla la Vieja. |